# Elevación por compresión

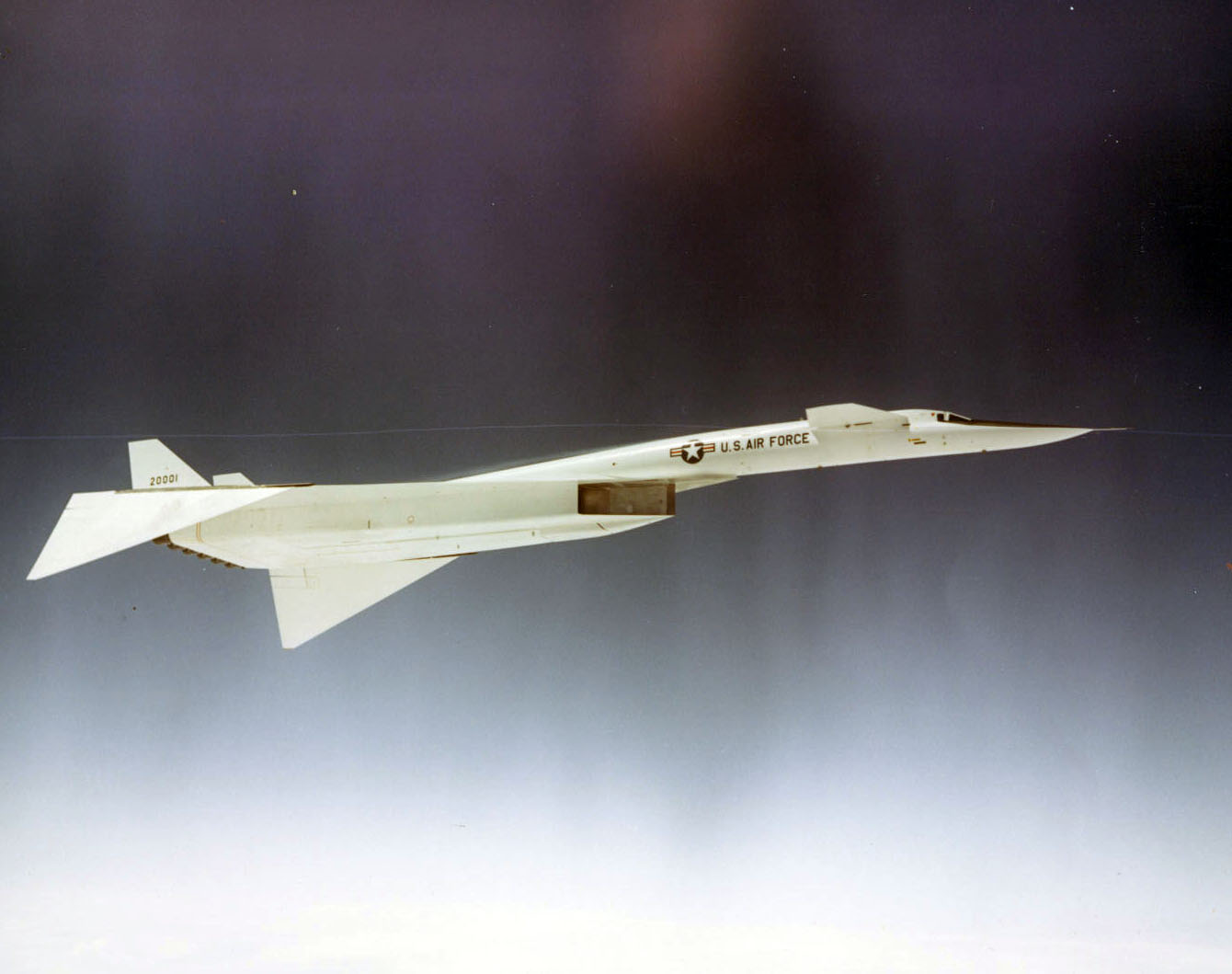
El XB-70 tenía puntas de ala plegables para mejorar tanto la sustentación por compresión como la estabilidad direccional a altas velocidades.

En aerodinámica, la elevación por compresión (también llamado levantamiento por compresión o sustentación por compresión) se refiere al aumento de presión bajo una aeronave que utiliza las ondas de choque generadas por su propio vuelo supersónico para generar sustentación. De este modo, los aviones supersónicos e hipersónicos pueden mejorar considerablemente su sustentación. Clarence Syvertson y Alfred J. Eggers descubrieron este fenómeno en 1956 al analizar las anomalías en la reentrada de ojivas nucleares.
El concepto básico de la sustentación por compresión es bien conocido; los barcos "planeadores" reducen la resistencia "surfeando" sobre su propia ola de proa exactamente de la misma manera. Sin embargo, utilizar este efecto en los aviones es más difícil, porque la "estela" no se genera hasta que se alcanzan velocidades supersónicas, y está muy angulada. Los aviones tienen que tener una forma cuidadosa para aprovechar al máximo este efecto. Además, el ángulo de las ondas de choque varía mucho con la velocidad, lo que dificulta aún más el diseño de una aeronave que obtenga una sustentación significativa en una amplia gama de velocidades.
Los diseños de mayor velocidad que utilizan la sustentación por compresión, los waveriders, siguen siendo una posibilidad interesante para los diseños de vehículos hipersónicos, aunque sólo se han volado modelos de prueba.  El Boeing X-51 (Waverider) también utiliza la sustentación por compresión.